# Silvester Gfrerer
Silvester Gfrerer (* 15. September 1959 in Großarl) ist ein österreichischer Politiker der Österreichischen Volkspartei (ÖVP). Seit Juni 2018 ist er vom Salzburger Landtag entsandtes Mitglied des Bundesrates.

## Leben

### Ausbildung und Beruf
Silvester Gfrerer besuchte nach der Volksschule in Hüttschlag die Hauptschule in Großarl. Anschließend machte er von 1974 bis 1976 eine Lehre zum Landwirt und danach eine Lehre zum Elektroinstallateur, die er 1980 mit der Lehrabschlussprüfung beendete. 1980/81 absolvierte er den Präsenzdienst, 1996 legte er die Landwirtschaftliche Facharbeiterprüfung ab.
Gfrerer ist seit 1993 als Landwirt tätig und führt in Großarl mit seiner Familie einen Biobauernhof mit Milchwirtschaft, Pferdezucht, Forst- und Almwirtschaft sowie Vermietung. Er ist verheiratet und Vater von fünf Töchtern.

### Politik
Von 1977 bis 1984 war er Mitglied im Ortsausschuss der Jungen Volkspartei (JVP) in Großarl, von 1987 bis 1993 war er Ortsobmann des Bauernbundes und von 1989 bis 2009 gehörte er der Gemeindevertretung in Großarl an. 2005 wurde er Kammerrat der Bezirksbauernkammer im Bezirk St. Johann im Pongau, deren Obmann er seit 2010 ist. Ab 2009 war er Bezirksobmann des Bauernbundes im Pongau, seit 2015 ist er Obmann des Salzburger Alm- und Bergbauernvereins. Seit 2010 gehört er dem Bezirksparteipräsidium der ÖVP im Pongau an, seit 2018 ist er Mitglied des Landesparteivorstandes der ÖVP Salzburg.
Nach der Landtagswahl in Salzburg 2018 wurde er ab dem 13. Juni 2018 vom Salzburger Landtag entsandtes Mitglied des Bundesrates, wo er dem Ausschuss für BürgerInnenrechte und Petitionen, dem Ausschuss für innere Angelegenheiten, dem Ausschuss für Land-, Forst- und Wasserwirtschaft, dem Geschäftsordnungsausschuss und dem Landesverteidigungsausschuss angehört.
Im März 2023 folgte ihm Josef Höller als Bezirksobmann des Pongauer Bauernbundes nach.